# 十字架の丘

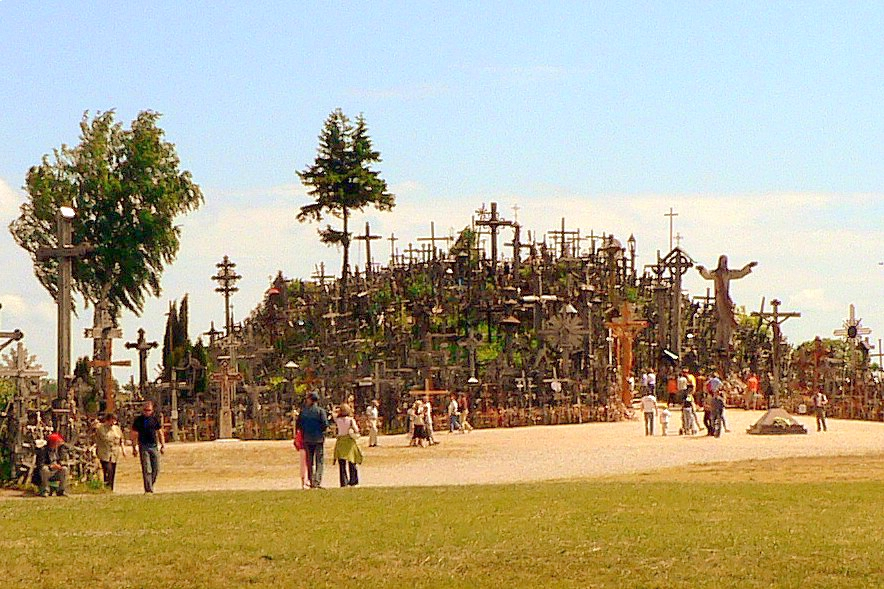
十字架の丘の全体像

十字架の丘（リトアニア語: Kryžių kalnas IPA: [ˈkʲrʲǐːʒʲuː ˈkä̂ln̪ɐs̪] 「クリージュ・カァルナス」）は、リトアニア北部、シャウレイの北12kmに位置する巡礼地。リトアニアの観光名所となっている。2001年に『リトアニアの十字架の手工芸とその象徴』のひとつとして無形文化遺産の「代表一覧表」に記載されている。
その発祥は分かっていないが、初めてここに十字架が建てられたのは1831年のロシア帝国に対する11月蜂起の後であると考えられている。数世紀を経て、十字架だけでなくイエスの受難像やリトアニアの英雄の彫刻、聖母マリア像、肖像画、ロザリオなどもカトリック教会の巡礼者によって置かれるようになった。十字架の正確な数は分かっていないが、約50,000であろうと推測されている。

## 歴史

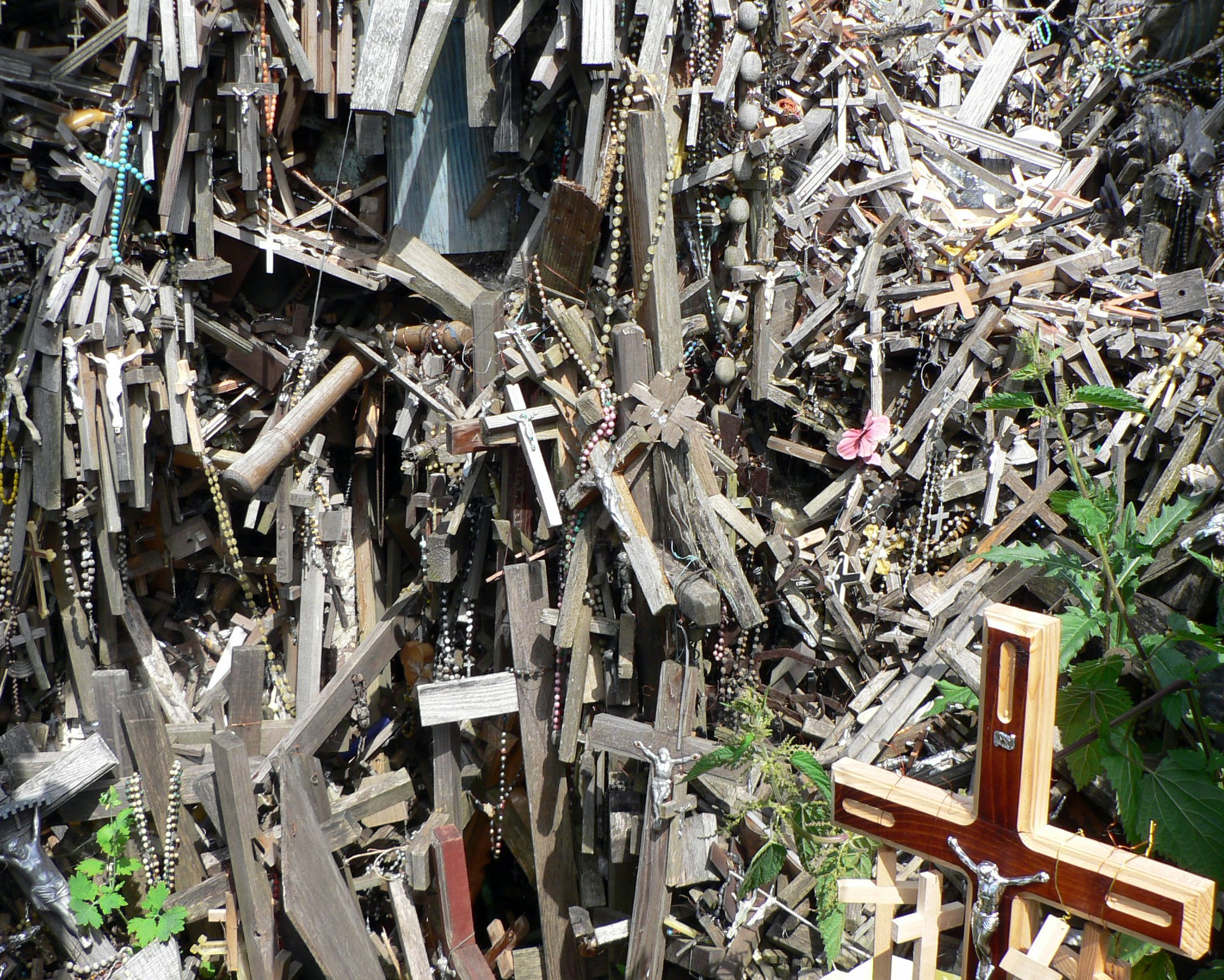
十字架の丘に置かれている十字架

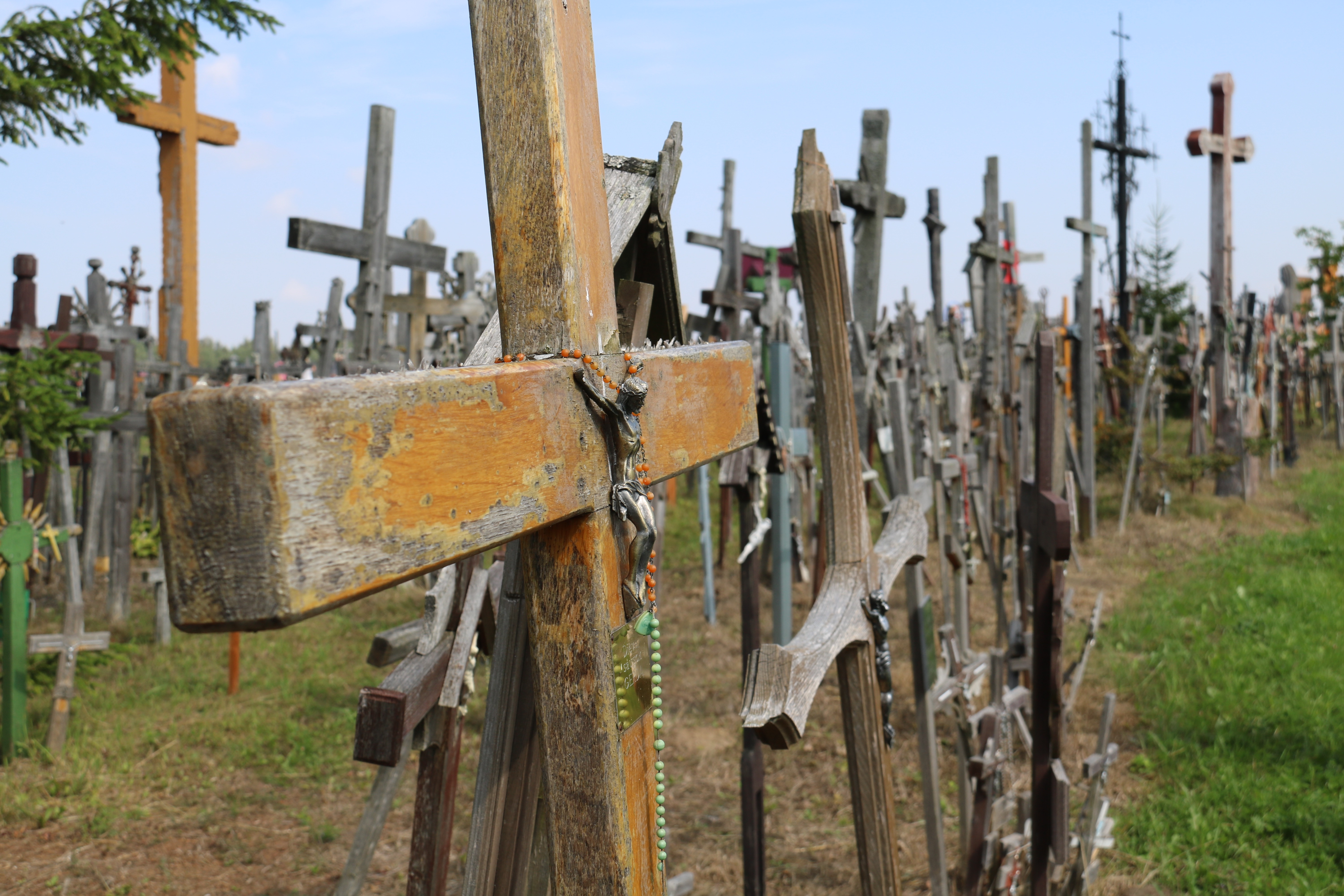
十字架の丘

かつてリトアニアのカトリック信仰は脅威にさらされたこともあったが、数世紀を経て、この丘はカトリック信仰の長い歴史を物語るようになっていった。1795年の第3次ポーランド分割で、リトアニアはロシア帝国の領土下に置かれることとなった。ポーランド人とリトアニア人はロシアに対抗して蜂起を起こした（1831年の11月蜂起、および1863年の1月蜂起）が、いずれも失敗に終わる。これら2つの蜂起はこの十字架の丘の始まりに関係している。反乱兵の家族が、彼らの遺体のかわりに十字架を丘に建てたのである 。
1918年、リトアニアは独立を回復。独立期、この丘はリトアニア人が平和や独立戦争での死者たちのために祈る場所となった。
| 1900 | 130                |
| 1902 | 155                |
| 1922 | 50                 |
| 1938 | 400 以上           |
| 1961 | 5,000 が破壊される |
| 1975 | 1,200 が破壊される |
| 1990 | 約 55,000          |

リトアニアがソ連の統治下にあった1944年から1990年、十字架の丘は特別な意味を持っていた。丘へ行き十字架を捧げることで、リトアニア人たちは彼らの宗教や遺産への忠誠心を示した。それは、非暴力による抵抗を表していた。にもかかわらず、ソ連は3度にわたりブルドーザーでこの丘にある十字架を撤去しようとした。ムーシャ川の支流、クルヴェ川の近くにダムを建設するためにこの丘が水の中に沈んでしまう、という噂もあった 。
1993年9月7日、教皇ヨハネ・パウロ2世がこの丘を訪れ、ここが希望と平和、愛、そして犠牲者のための場所であると述べた。2000年、フランシスコ会の修道院がこの丘の近くに完成した。内部の装飾は、フランシスコの身体に聖痕が現れたとされるトスカーナのラ・ヴェルナのものと関連している。この丘は未だいずれの管轄にも属していない。そのため、自由に出入りし十字架を建てることができる。